# Lotta libera ai Giochi della XX Olimpiade - Pesi welter
La competizione della categoria pesi welter (fino a 74 kg) di lotta libera dei Giochi della XX Olimpiade si è svolta dal 27 al 31 agosto 1972 al Wrestling-Judo Hall di Monaco di Baviera.

## Formato
Ad ogni incontro venivano assegnate le seguenti penalità:
| In caso di vittoria | In caso di vittoria     | In caso di pareggio | In caso di pareggio | In caso di sconfitta | In caso di sconfitta              |
| ------------------- | ----------------------- | ------------------- | ------------------- | -------------------- | --------------------------------- |
| 0                   | Per schienata, ritiro   | 2                   |                     | 3                    | Ai punti                          |
| 0,5                 | Per superiorità tecnica | 2,5                 | con passività       | 3,5                  | Per superiorità tecnica           |
| 1                   | Ai punti                | -                   | -                   | 4                    | Per schienata, ritiro, squalifica |

Con sei penalità o più il lottatore veniva eliminato. Quando rimanevano solo due o tre lottatori, si disputava un turno finale per determinare l'ordine delle medaglie.

## Risultati
| Legenda                                  | Legenda |
| ---------------------------------------- | ------- |
| Lottatore con 6 penalità o più Eliminato |         |

### 1º Turno
Si è disputato il 27 agosto
| Vincitore         | Pen. | Risultato  | Sconfitto             | Pen. |
| ----------------- | ---- | ---------- | --------------------- | ---- |
| Toshitada Yoshida | 0    | Squalifica | Francisco Lebeque     | 4    |
| Adolf Seger       | 0    | Schienata  | Alfred Wurr           | 4    |
| Yury Gusov        | 1    | Ai Punti   | Ludovic Ambruş        | 3    |
| Mukhtiar Singh    | 1    | Ai Punti   | Bruce Akers           | 3    |
| Yancho Pavlov     | 1    | Ai Punti   | Daniel Robin          | 3    |
| Robert Blaser     | 0    | Schienata  | Bachir Hani Abou Assi | 4    |
| D. Sereeter       | 0,5  | Ai Punti   | Bruno Hartmann        | 3,5  |
| Wayne Wells       | 0    | Schienata  | Mehmet Ali Demirtaş   | 4    |
| Miroslav Musil    | 1    | Ai Punti   | Tony Shacklady        | 3    |
| Wolfgang Nitschke | 0    | Schienata  | Nestor González       | 4    |
| Jan Karlsson      | 0    | Schienata  | Shakar Khan Shakar    | 4    |
| Miklós Urbanovics | 1    | Ai Punti   | Muhammad Yaghoub      | 3    |
| Mansour Barzegar  | 0    | Esentato   |                       |      |

### 2º Turno
Si è disputato il 28 agosto
| Vincitore           | Pen. | Risultato   | Sconfitto             | Pen. |
| ------------------- | ---- | ----------- | --------------------- | ---- |
| Mansour Barzegar    | 0,5  | Superiorità | Toshitada Yoshida     | 3,5  |
| Adolf Seger         | 0    | Schienata   | Francisco Lebeque     | 8    |
| Yury Gusov          | 1    | Schienata   | Alfred Wurr           | 8    |
| Ludovic Ambruş      | 3,5  | Superiorità | Bruce Akers           | 6,5  |
| Daniel Robin        | 3    | Schienata   | Mukhtiar Singh        | 5    |
| Yancho Pavlov       | 1    | Schienata   | Bachir Hani Abou Assi | 8    |
| Robert Blaser       | 1    | Ai Punti    | Bruno Hartmann        | 6,5  |
| Wayne Wells         | 0    | Schienata   | D. Sereeter           | 4,5  |
| Mehmet Ali Demirtaş | 5    | Ai Punti    | Tony Shacklady        | 6    |
| Miroslav Musil      | 1    | Schienata   | Nestor González       | 8    |
| Wolfgang Nitschke   | 1    | Ai Punti    | Jan Karlsson          | 3    |
| Muhammad Yaghoub    | 5    | = Parità =  | Shakar Khan Shakar    | 6    |
| Miklós Urbanovics   | 1    | Esentato    |                       |      |

### 3º Turno
Si è disputato il 29 agosto
| Vincitore         | Pen. | Risultato  | Sconfitto           | Pen. |
| ----------------- | ---- | ---------- | ------------------- | ---- |
| Mansour Barzegar  | 2,5  | = Parità = | Miklós Urbanovics   | 3    |
| Adolf Seger       | 1    | Ai Punti   | Yury Gusov          | 4    |
| Ludovic Ambruş    | 3,5  | Schienata  | Mukhtiar Singh      | 9    |
| Daniel Robin      | 3    | Schienata  | Robert Blaser       | 5    |
| Yancho Pavlov     | 2    | Ai Punti   | D. Sereeter         | 7,5  |
| Wayne Wells       | 0    | Schienata  | Miroslav Musil      | 5    |
| Wolfgang Nitschke | 1    | Schienata  | Mehmet Ali Demirtaş | 9    |
| Jan Karlsson      | 3    | Schienata  | Muhammad Yaghoub    | 9    |
| Toshitada Yoshida |      | Ritirato   |                     |      |

### 4º Turno
Si è disputato il 30 agosto
| Vincitore        | Pen. | Risultato   | Sconfitto         | Pen. |
| ---------------- | ---- | ----------- | ----------------- | ---- |
| Adolf Seger      | 2    | Ai Punti    | Miklós Urbanovics | 6    |
| Mansour Barzegar | 2,5  | Schienata   | Yury Gusov        | 8    |
| Daniel Robin     | 4    | Ai Punti    | Ludovic Ambruş    | 6,5  |
| Yancho Pavlov    | 2,5  | Superiorità | Robert Blaser     | 8,5  |
| Wayne Wells      | 1    | Ai Punti    | Wolfgang Nitschke | 4    |
| Jan Karlsson     | 3    | Schienata   | Miroslav Musil    | 9    |

### 5º Turno
Si è disputato il 30 agosto
| Vincitore     | Pen. | Risultato | Sconfitto         | Pen. |
| ------------- | ---- | --------- | ----------------- | ---- |
| Adolf Seger   | 2    | Schienata | Mansour Barzegar  | 6,5  |
| Wayne Wells   | 2    | Ai Punti  | Daniel Robin      | 7    |
| Yancho Pavlov | 3,5  | Ai Punti  | Wolfgang Nitschke | 7    |
| Jan Karlsson  | 3    | Esentato  |                   |      |

### 6º Turno
Si è disputato il 31 agosto
| Vincitore    | Pen. | Risultato | Sconfitto     | Pen. |
| ------------ | ---- | --------- | ------------- | ---- |
| Jan Karlsson | 4    | Ai Punti  | Adolf Seger   | 5    |
| Wayne Wells  | 2    | Schienata | Yancho Pavlov | 7,5  |

### Turno finale
Si è disputato il 31 agosto
| Vincitore    | Pen. | Risultato | Sconfitto    | Pen. |
| ------------ | ---- | --------- | ------------ | ---- |
| Jan Karlsson |      | Ai punti  | Adolf Seger  |      |
| Wayne Wells  |      | Ai Punti  | Adolf Seger  |      |
| Wayne Wells  |      | Ai Punti  | Jan Karlsson |      |

1. ↑  Disputato nel 6º turno

## Classifica finale
| Pos.    | Atleta                    | Nazione          |
| ------- | ------------------------- | ---------------- |
| Oro     | Wayne Wells               | Stati Uniti      |
| Argento | Jan Karlsson              | Svezia           |
| Bronzo  | Adolf Seger               | Germania Ovest   |
| 4       | Yancho Pavlov             | Bulgaria         |
| 5       | Mansour Barzegar          | Iran             |
| 5       | Daniel Robin              | Francia          |
| 5       | Wolfgang Nitschke         | Germania Est     |
| 8       | Ludovic Ambruş            | Romania          |
| 9       | Yury Gusov                | Unione Sovietica |
| 10      | Robert Blaser             | Svizzera         |
| 11      | Miroslav Musil            | Cecoslovacchia   |
| 12      | Miklós Urbanovics         | Ungheria         |
| 13      | Danzandarjaagiin Sereeter | Mongolia         |
| 14      | Mukhtiar Singh            | India            |
| 14      | Mehmet Ali Demirtaş       | Turchia          |
| 14      | Muhammad Yaghoub          | Pakistan         |
| 17      | Toshitada Yoshida         | Giappone         |
| 18      | Shakar Khan Shakar        | Afghanistan      |
| 18      | Tony Shacklady            | Gran Bretagna    |
| 20      | Bruce Akers               | Australia        |
| 20      | Bruno Hartmann            | Austria          |
| 22      | Nestor González           | Argentina        |
| 22      | Alfred Wurr               | Canada           |
| 22      | Francisco Lebeque         | Cuba             |
| 22      | Bachir Hani Abou Assi     | Libano           |